# Flora Payne Whitney

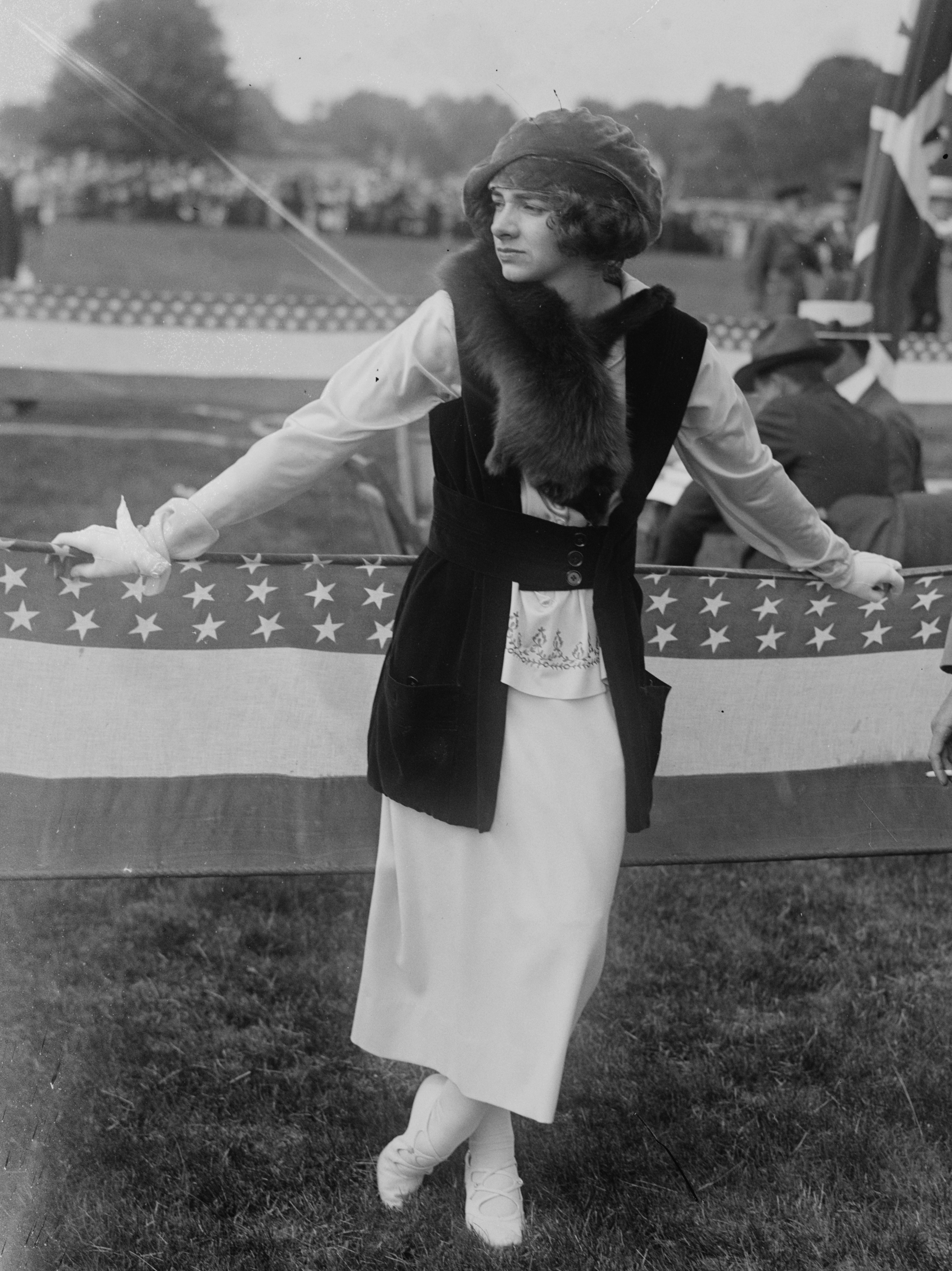
Flora Payne Whitney, hacia 1920.

Flora Payne Whitney, también conocida como Flora Whitney Miller (27 de julio de 1897 - 18 de julio de 1986), fue una acomodada socialité, mecenas y coleccionista de arte estadounidense. Era la hija mayor de Harry Payne Whitney, deportista y heredero de la fortuna de la familia Whitney, y Gertrude Vanderbilt Whitney, heredera de una parte importante de la fortuna de la familia Vanderbilt.

## Biografía
Flora Payne Whitney creció en el número 871 de la Quinta Avenida de Nueva York. Asistió al Colegio Brearley de Nueva York y al Colegio Foxcroft de Middleburg (Virginia), donde conoció a la artista Kay Sage, que sería su amiga íntima durante toda su vida. 
El 4 de agosto de 1916, Flora fue presentada en sociedad en "The Reefs", la suntuosa cabaña que la familia Whitney-Payne tenía en Newport (Rhode Island).  Su acompañante aquel día fue Quentin Roosevelt, hijo del presidente Theodore Roosevelt. 
Tras la entrada de Estados Unidos en la Primera Guerra Mundial, Quentin se alistó en los Servicios Aéreos del Ejército de Estados Unidos, pidiendo la mano de Flora antes de marcharse a cumplir su misión en el extranjero. Sin embargo, la pareja nunca llegó a casarse puesto que Quentin resultó muerto el 14 de julio de 1918 combatiendo con seis aviones de guerra alemanes sobre la localidad de Chamery (Francia).
Tras la muerte de Quentin, Flora se casó con Roderick Tower, un aviador que había entrenado con Quentin Roosevelt en la base aérea de Mineola en Long Island. Tower, un corredor de bolsa, era hijo de Charlemagne Tower, el embajador de Estados Unidos para Rusia y Alemania. 
Flora Payne Whitney y Roderick Tower se casaron el 20 de abril de 1920 en iglesia de San Bartolomé (Nueva York). Flora tuvo una hija en 1921, Pamela Tower, y un hijo en 1923, Whitney Tower. Sin embargo, el matrimonio fue un fracaso debido a las infidelidades y los problemas con el alcohol de Tower y, en 1925, se divorciaron.
El 4 de febrero de 1927, Flora se casó en El Cairo (Egipto) con G. Macculloch Miller, nieto de George Macculloch Miller (precursor del United Hospital Fund). El matrimonio con "Cully" Miller resultó feliz y duradero, y Flora tuvo dos hijos más: Flora (nacida en 1928) y Leverett (nacido en 1931).
Flora Payne Whitney trabajó junto a su madre Gertrude Vanderbilt Whitney en la fundación y la dotación del Whitney Museum of American Art de Nueva York. Tras la muerte de Gertrude, Flora pasó a ser la presidenta del museo (desde 1941 hasta 1974). La hija de Flora (Flora Miller Biddle) y su nieta siguieron sus pasos y la actividad del Museo Whitney se ha mantenido hasta la actualidad.